# Kanton Marseille-Montolivet
Kanton Marseille-Montolivet (fr. Canton de Marseille-Montolivet) je francouzský kanton v departementu Bouches-du-Rhône v regionu Provence-Alpes-Côte d'Azur. Tvoří ho část města Marseille a zahrnuje část 12. městského obvodu.

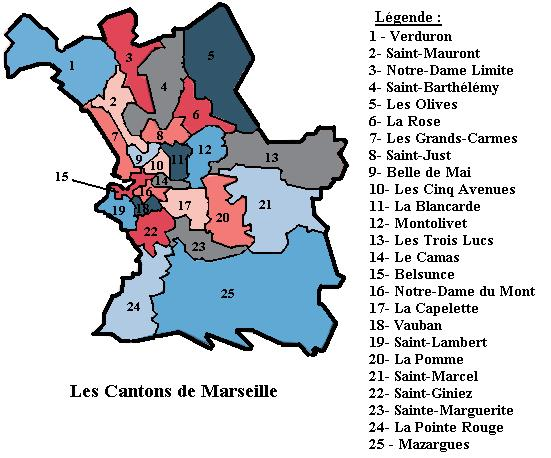
Kantony města Marseille